# Exocentrus holorufus
Exocentrus holorufus là một loài bọ cánh cứng trong họ Cerambycidae.